# ポプラ社小説新人賞
ポプラ社小説新人賞（ポプラしゃしょうせつしんじんしょう）は、ポプラ社が主催する公募の新人文学賞。
ポプラ社小説大賞（2006年 - 2010年）およびピュアフル小説賞の後継の賞として2011年に創設された。ジャンルを問わず、未発表の長編エンターテインメント小説を募集する。400字詰め原稿用紙換算200枚～500枚、手書き原稿は不可。 選考は編集部が行う。受賞者には正賞の記念品と副賞200万円が贈られ、入賞作品はポプラ社より刊行される。

## 受賞作一覧
特記がなければ、初刊はポプラ社、文庫はポプラ文庫刊。
| 回（年）         | 応募数 | 賞               | 受賞・入選作                                                 | 著者       | 初刊       | 文庫化     |
| ---------------- | ------ | ---------------- | ------------------------------------------------------------ | ---------- | ---------- | ---------- |
| 第1回（2011年）  | 780編  | 受賞             | 「美少女ロボットコンテスト」                                 | 興津聡史   |            |            |
| 第1回（2011年）  | 780編  | 特別賞           | 「喪失 プルシアンブルーの祈り」                              | 水田静子   | 2012年12月 |            |
| 第1回（2011年）  | 780編  | 奨励賞           | 「私撰阪大異聞物語」                                         | 秋山浩司   | 2013年1月  |            |
| 第2回（2012年）  | 690編  | 受賞             | 「お任せ! 数学屋さん」                                       | 向井湘吾   | 2013年6月  |            |
| 第2回（2012年）  | 690編  | 特別賞           | 「花の魔女」                                                 | 青谷真未   |            | 2013年10月 |
| 第3回（2013年）  | 623編  | 受賞             | 該当作なし                                                   | 該当作なし | 該当作なし | 該当作なし |
| 第3回（2013年）  | 623編  | 特別賞           | 「日乃出が走る 浜風屋菓子話」                                | 中島久枝   |            | 2014年6月  |
| 第4回（2014年）  | 631編  | 受賞             | 「ビオレタ」                                                 | 寺地はるな | 2015年6月  |            |
| 第5回（2015年）  | 627編  | 受賞             | 該当作なし                                                   | 該当作なし | 該当作なし | 該当作なし |
| 第5回（2015年）  | 627編  | 奨励賞           | 「城砦歌」                                                   | 佐野香織   |            |            |
| 第6回（2016年）  | 694編  | 受賞             | 「パドルの子」                                               | 虻川枕     | 2017年7月  | 2019年6月  |
| 第7回（2017年）  | 697編  | 受賞             | 「跡を消す」                                                 | 前川ほまれ | 2018年7月  | 2020年8月  |
| 第7回（2017年）  | 697編  | 特別賞           | 「「私が笑ったら、死にますから」と、水品さんは言ったんだ。」 | 隙名こと   |            | 2018年9月  |
| 第8回（2018年）  | 764編  | 受賞             | 該当作なし                                                   | 該当作なし | 該当作なし | 該当作なし |
| 第9回（2019年）  | 611編  | 受賞             | 「Bとの邂逅」                                                | 夏木志朋   |            |            |
| 第9回（2019年）  | 611編  | 特別賞           | 「シガーベール」                                             | 北原一     |            |            |
| 第9回（2019年）  | 611編  | 奨励賞           | 「隠れ町飛脚・三十日屋余話」                                 | 鷹山悠     |            |            |
| 第10回（2020年） | 876編  | 受賞             | 該当作なし                                                   | 該当作なし | 該当作なし | 該当作なし |
| 第10回（2020年） | 876編  | 奨励賞           | 「つま先立ちで暗闇を」                                       | 仲田詩魚   |            |            |
| 第10回（2020年） | 876編  | 奨励賞           | 「貴公子探偵はチョイ足しグルメをご所望です」                 | 相沢泉見   |            |            |
| 第10回（2020年） | 876編  | 奨励賞           | 「かなしい花などないから」                                   | 幡野京子   |            |            |
| 第10回（2020年） | 876編  | 奨励賞           | 「ちぐさ弁当帖」                                             | 葵日向子   |            |            |
| 第11回（2021年） | 1251編 | 受賞             | 「つぎはぐ△」                                                | 菰野江名   |            |            |
| 第11回（2021年） | 1251編 | 特別賞           | 「とべない花を手向けて」                                     | 原竜一     |            |            |
| 第11回（2021年） | 1251編 | 特別賞           | 「踊動」                                                     | 葉柳いち   |            |            |
| 第11回（2021年） | 1251編 | 奨励賞           | 「踊れ、かっぽれ」                                           | 実石サエコ |            |            |
| 第11回（2021年） | 1251編 | 奨励賞           | 「呪われ少将の交遊録」                                       | 相田美紅   |            |            |
| 第11回（2021年） | 1251編 | 奨励賞           | 「カンパネラの音は聴こえるか」                               | 松本あずさ |            |            |
| 第11回（2021年） | 1251編 | 奨励賞           | 「ただキミに好きって言いたいだけなんだ」                     | 坂栗蘭     |            |            |
| 第11回（2021年） | 1251編 | ピュアフル部門賞 | 「元始、女学生は太陽であつた。」                             | 皆月玻璃   |            |            |
| 第12回（2022年） | 1105編 | 受賞             | 「エヴァーグリーン・ゲーム」                                 | 石井仁蔵   |            |            |
| 第12回（2022年） | 1105編 | 特別賞           | 「波とあそべば」                                             | 高遠穂積   |            |            |
| 第12回（2022年） | 1105編 | 奨励賞           | 「あんずとぞんび」                                           | 坂城良樹   |            |            |
| 第12回（2022年） | 1105編 | 奨励賞           | 「夏のピルグリム」                                           | 高山環     |            |            |
| 第12回（2022年） | 1105編 | ピュアフル部門賞 | 「余命100食」                                                | 湊祥       |            |            |
| 第13回（2023年） | 915編  | 受賞             | 該当作なし                                                   | 該当作なし | 該当作なし | 該当作なし |
| 第13回（2023年） | 915編  | 奨励賞           | 「モギサイの夏」                                             | 志部淳之介 |            |            |
| 第14回（2024年） | 1043編 | 受賞             | 該当作なし                                                   | 該当作なし | 該当作なし | 該当作なし |